# Maki Esther Ortiz Domínguez
Maki Esther Ortiz Domínguez (Ciudad Juárez, Chihuahua; 23 de septiembre de 1962) es una médica cirujana y política mexicana, miembro del Partido Verde Ecologista de México. Fue senadora de la LXII Legislatura del Congreso Mexicano representando a Tamaulipas. También sirvió como diputada federal durante la LIX Legislatura. Se desempeñó como presidenta municipal de Reynosa para el periodo 2016-2021, habiendo sido reelecta en 2018, fue sucedida por su hijo Carlos Víctor Peña Ortiz.

## Trayectoria profesional

### Estudios y Formación
Es Médica Cirujana por el Instituto Tecnológico y de Estudios Superiores de Monterrey  (ITESM) y también tiene una maestría en Salud Pública, Gobierno y Dirección de Sistemas Sanitarios en la Universidad Abierta de Cataluña.
Obtuvo un diplomado en Administración Pública por el Instituto Tecnológico y de Estudios Superiores de Monterrey. También fue autora de 15 publicaciones y colaboradora en 6 más en inglés al 100% y ha participado como ponente en más de 100 conferencias y eventos de diversa índole.

## Trayectoria política
En 1994 inicia se afilia al Partido Acción Nacional, convirtiéndose en consejera nacional y miembro del Comité Ejecutivo Nacional del PAN, en 2001 Ortiz es elegida regidora por mayoría, en la administración de Serapio Cantú Barragán como presidente municipal de Reynosa, cargo que desempeñó hasta 2003. 

### Diputada federal (2003-2006)
En 2003 se presentó como candidata del Partido Acción Nacional a diputada federal por el distrito 2 de Tamaulipas, quedando electa. Como legisladora federal de la cámara baja, impulsó diversas reformas, entre las más importantes:
- La creación del Instituto Nacional de Medicina Genómica.
- La creación de la Ley General de Desarrollo Social.
- Reformas a la Ley General de Salud, para depurar los registros sanitarios de medicamentos y asegurar la disponibilidad únicamente de medicamentos de patente y genéricos intercambiables.
- La creación de la Ley para proteger el uso y denominación del emblema de la cruz roja y de la media luna roja.
- Reformas para fortalecer los programas de prevención, tratamiento y control de la desnutrición y obesidad.
- Reformas para fortalecer la certificación y recertificación de los profesionales médicos especialistas.
- Reformas para controlar la publicidad y comercialización de los "productos milagro".
- Reformas para promover la donación de órganos para trasplante.
- Reformas para el reconocimiento de la medicina tradicional en México y el trabajo de las parteras.
- Reformas a la Ley del Seguro Social, para fortalecer la viabilidad financiera mediante la creación de un fondo para el pago de las jubilaciones de los trabajadores del Instituto Mexicano del Seguro Social.

### Subsecretaria de Integración y Desarrollo del Sector Salud (2006-2011)
En el 2006 se integra al gabinete federal del presidente Felipe Calderón Hinojosa, para servir como Subsecretaria de Integración y Desarrollo del Sector Salud, dentro de la Secretaria de Salud de México, como subsecretaria impulsó y colaboró en distintos logros de relevancia para la Secretaría de Salud federal:
El presupuesto para la Secretaría de Salud creció a casi el doble de 2006 a 2011; y el gasto per cápita en salud creció 60.3% pasando de 2,258 pesos a 3,619 pesos. Se lograron concluir más de 3 mil acciones de infraestructura, más otras mil que se están construyendo, con una inversión sin precedente en el país, además de alcanzarse la cobertura universal en salud, a través del Seguro Popular que pasó de 15.7 millones de personas en 2006 a más de 53 millones de afiliados en 2011.
- Se creó el Seguro Médico para una Nueva Generación, que cubre todas las enfermedades de los niños menores de 5 años que carecen de seguridad social.
- Se implementó la estrategia “Embarazo Saludable”
- Se impulsó la formalización y operación del El Convenio General de Colaboración Interinstitucional para la Atención de la Emergencia Obstétrica, un camino hacia la universalización de los servicios de salud para apoyar la disminución de la mortalidad materna.
- Con el Programa de Vacunación Universal se logró la erradicación de poliomielitis por virus salvaje, eliminación de la difteria, eliminación del sarampión y reducción significativa del tétanos neonatal a menos de 5 casos por año.
- Se creó la Oficina Nacional para el Control de Tabaco, se publicó la Ley General para el Control del Tabaco y su Reglamento.
- Se creó la Unidad de Inteligencia Epidemiológica para brindar respuesta ante emergencias sanitarias.
- Participó en la estrategia Todos somos Juárez.
- Gestionó que varios cánceres como el de mamá se incorporaran a los beneficios incluidos en el fondo de gastos catastróficos a los afiliados al Seguro Popular.
- Rediseñó el Examen Nacional de Residencias Médicas, dando paso a su implementación electrónica.
- Participó en la definición de la estrategia de contención de la epidemia de la influenza AH1N1.

Además, como Subsecretaria, condujo los inicios del proceso de integración funcional de las instituciones públicas del Sistema Nacional de Salud, mediante el impulso al Expediente Clínico Electrónico, el desarrollo e implementación de guías de práctica clínica, la negociación nacional de precios de medicamentos de patente, la constitución del Plan Maestro Sectorial de Recursos en Salud; el sistema de intercambio de servicios entre las instituciones públicas de salud, la modernización del Examen Nacional para Aspirantes a Residencias Médicas, ahora en formato electrónico. Ha tenido a su cargo las estrategias de mejoramiento de la calidad de los servicios de salud, donde destaca la acreditación de las unidades médicas bajo estándares de calidad técnica y percibida. Desarrolló las directrices para la operación del Programa Caravanas de la Salud creado durante su gestión, que presta servicios de salud a poblaciones que residen en zonas orográficas de difícil acceso.

### Senadora por Tamaulipas (2012-2016)
En 2012, Maki se postuló en la interna del PAN como precandidata a Senadora en primera fórmula por Tamaulipas, aunque dicha candidatura fue ganada por el entonces diputado local, Francisco García Cabeza de Vaca, Ortiz Domínguez, acusó a Cabeza de Vaca de “actividades de promoción del voto contrarias a la norma”, que afectaron el resultado final de la señalada contienda interna en perjuicio de ella, por eso impugno y exigió la anulación del mismo. Finalmente la CDE del PAN en Tamaulipas descartó anular la elección, y Ortiz fue desplazada como candidata al senado en segunda fórmula. En las elecciones de julio el Partido Acción Nacional, ganó las dos senadurías por mayoría, al obtener ambas fórmulas el 38.62% de la votación. 
El febrero de 2016 Ortiz pidió licencia indefinida como senadora de la república, para poder ser candidata del PAN a la alcaldía de Reynosa.

### Alcaldesa de Reynosa (2016-2021)
Como candidata a la presidencia municipal de Reynosa, Maki Ortiz obtuvo el primer lugar al recibir 35.24% del sufragio electoral para las elecciones que se celebraron el 5 de junio de 2016. En 2018 Ortiz anunció su candidatura para la reelección por el Partido Acción Nacional, siendo reelecta como alcaldesa de Reynosa, al recibir el 52.57% de los votos en las elecciones de julio.

### Salida del PAN (2021)
Maki Ortiz dejó las filas del Partido Acción Nacional luego de felicitar públicamente a su hijo,Carlos Peña Ortiz tras ganar la alcaldía de Reynosa por el partido Morena, para así convertirse en su sucesor. Aunque el PAN informo que Ortiz Domínguez y otros miembros de su administración fueron expulsados por apoyar a Morena en las elecciones locales, la alcaldesa aseguró que ella había presentado primero su renuncia.

### Precandidata a gobernadora de Tamaulipas (2021)
En noviembre de 2021, Maki confirmó su registro para participar en la encuesta de la selección de la candidatura al gobierno de Tamaulipas, por el Movimiento Regeneración Nacional. En diciembre MORENA informó que las personas finalistas en la encuesta como precandidatos, por el principio de paridad fueron ella misma y el senador Américo Villarreal Anaya. Posteriormente el senador Villareal, fue designado como candidato a gobernador del Movimiento Regeneración Nacional, luego de resultar el mejor posicionado en las encuestas. Sin embargo a pesar de quedar segunda, Ortiz Domínguez, recurrió al Tribunal Electoral del Poder Judicial de la Federación para impugnar la candidatura de Villareal Anaya, denunciando una "simulación" en el proceso interno. En abril de 2022 la Sala Superior del TEPJF, desechó todas las inconformidades e impugnaciones presentadas por Ortiz Domínguez contra el proceso interno de morena, al declararlas inoperantes.
En mayo de 2022, Maki, se sumó a la campaña del doctor Américo Villareal durante un encuentro con mujeres en la ciudad de Reynosa, Tamaulipas, donde declaró que el doctor Américo es un hombre capaz y responsable y llamó a todas las mujeres presentes a que sin pretextos, el 5 de junio no dejen una urna solita: “necesitamos que arrasen, que vayan con sus amigas, con sus vecinas, con sus compañeras de trabajo. ¡Es ahora que podemos cambiar la historia como mujeres luchadoras!”.

## Publicaciones y colaboraciones

### Autora o coautora
Autora o coautora de las siguientes publicaciones:
-Ortiz Domínguez Maki Esther, "Día Internacional de la lucha contra el cáncer de mama", La Salud.com.mx, Milenio Diario no. 28, México, octubre de 2011, pp.14.
-Ortiz Domínguez Maki Esther, La Integración Funcional del Sistema Nacional de Salud, 14 Congreso de Investigación en Salud Pública, 2011.
-Ortiz Domínguez, Maki Esther (Coautora), México hacia la Integración del Sistema Nacional de Salud, 1ª ed, México, 2010, Secretaría de Salud, pp. 9.
-Ortiz Domínguez, Maki Esther, Modelos de Recursos para la Planeación de Unidades Médicas de la Secretaría de Salud, 1ª ed, México, 2010, Secretaría de Salud, p. 15.
-Ortiz Domínguez Maki Esther, Observatorio del Desempeño Ambulatorio, México, 2011, INSP, pp. 9.
-Ortiz Domínguez, Maki Esther, Observatorio del Desempeño Hospitalario 2010, 1.ª ed., México, 2011, Secretaría de Salud, pp. 9-10.
-Ortiz Domínguez, Maki Esther, Observatorio del Desempeño Hospitalario 2009,1ª ed, México, 2010, Secretaría de Salud, pp. 9-10.
-Ortiz Domínguez, Maki Esther, Observatorio del Desempeño Hospitalario 2006,1ª ed, México, 2007, Secretaría de Salud, pp. 9-10.
-Ortiz Domínguez Maki Esther, "Panorama actual del cáncer de mama y desafíos que enfrenta el Sistema Nacional de Salud", La Salud.com.mx, Milenio Diario no. 27, México, octubre de 2011, pp.13.
-Ortiz Domínguez Maki Esther, Rendición de Cuentas en Salud, 2009, 1ª ed, México, 2010, Secretaría de Salud, p. 13.
-Ortiz Domínguez Maki Esther, Sistema de Protección Social en Salud y calidad de la atención de hipertensión arterial y diabetes mellitus en centros de salud, salud pública de México / vol. 53, suplemento 4 de 2011.
-Ortiz Domínguez, Maki Esther, INTERCULTURALIDAD EN SALUD: Experiencias y aportes para el fortalecimiento de los servicios de salud. 1ª ed., México, 2009.
-Ortiz Domínguez, Maki Esther, INTERCULTURALIDAD EN SALUD: Experiencias y aportes para el fortalecimiento de los servicios de salud. 2ª ed., México, 2010.
-Ortiz Domínguez, Maki Esther, Lineamiento General para la Elaboración de Planes de Cuidados de enfermería. 1ª ed., México, 2011.
-Ortiz Domínguez, Maki Esther, Protocolo para la prevención de caídas en pacientes hospitalizados. 1ª ed., México, 2010.

### Colaboraciones
Colaboración en publicaciones:
-Fundación Mexicana para la Salud, A.C., “Trabajando por la salud de la población: propuesta de política para el sector farmacéutico”. 1ª ed., México, 2011.
-Gostini Claudia, Molina Ríos Andrés, Las Estadísticas de Salud en México, Ideas actores e instituciones, 1810-2010. 1ª ed., México, 2010, UNAM-SSA, pp. 11-12.
-Caravanas de la Salud, México, 1ª reimpresión, México, 2009, p. 5.
-Caravanas de la Salud, México, 1ª ed., 2008, México, Secretaría de Salud, p. 5.
-Evaluación de Tecnologías para la Salud, México, 1.ª ed., México, 2010, Secretaría de Salud, p. 5.
-Norma Oficial Mexicana NOM 024-SSA3-2010, México D. F., Diario Oficial de la Federación, 2010, pp. 5.